# جورج مریس
جورج مریس (انگلیسی: George Maris؛ زادهٔ ۶ مارس ۱۹۹۶) بازیکن فوتبال اهل بریتانیا است.
از باشگاه‌هایی که در آن بازی کرده است می‌توان به باشگاه فوتبال لینکولن سیتی، باشگاه فوتبال نانیتون تاون، باشگاه فوتبال بارنزلی، و باشگاه فوتبال گایزلی اشاره کرد.